# Paralimnophila pectinella
Paralimnophila pectinella là một loài ruồi trong họ Limoniidae. Chúng phân bố ở miền Australasia.